# Hashemiyeh Motaghian Moavi
Hashemiyeh Motaghian Moavi (in persiano هاشمیه متقیان‎; 22 maggio 1986) è un'atleta paralimpica iraniana specializzata nel getto del peso, lancio del disco e lancio del giavellotto e appartenente alla categoria F56.

## Biografia
Paraplegica per gli effetti indesiderati del vaccino contro la poliomielite che ricevette da bambina, ha iniziato a praticare l'atletica leggera paralimpica all'età di ventitré anni e nel 2014 ha vestito per la prima volta la maglia della nazionale iraniana partecipando ai Giochi para-asiatici di Incheon, dove si è classificata settima getto del peso F55/56 e seconda nel lancio del disco e lancio del giavellotto F55/56.
Nel 2015 ha partecipato ai campionati mondiali paralimpici di Doha, dove si è classificata decima e quarta rispettivamente nel lancio del disco F57 e nel lancio del giavellotto F56. L'anno successivo ai Giochi paralimpici di Rio de Janeiro si è posizionata quarta nel lancio del giavellotto F56.
Ai mondiali paralimpici di Londra 2017 ha ottenuto la medaglia d'argento nel lancio del giavellotto F56 e nel 2018 ai Giochi para-asiatici di Giacarta è stata medaglia d'oro nel lancio del disco F56/57 e medaglia d'argento nel lancio del giavellotto F55/56.
Nel 2019 ha conquistato la medaglia d'argento nel lancio del giavellotto F56 ai campionati mondiali paralimpici di Dubai e nel 2021 ha preso parte ai Giochi paralimpici di Tokyo, dove si è diplomata campionessa paralimpica del lancio del giavellotto F56 portando il record del mondo 24,50 m.

## Palmarès
| Anno | Manifestazione       | Sede           | Evento                        | Risultato | Prestazione | Note              |
| ---- | -------------------- | -------------- | ----------------------------- | --------- | ----------- | ----------------- |
| 2014 | Giochi para-asiatici | Incheon        | Getto del peso F55/56         | 7ª        | 4,97 m      |                   |
| 2014 | Giochi para-asiatici | Incheon        | Lancio del disco F55/56       | Argento   | 20,10 m     |                   |
| 2014 | Giochi para-asiatici | Incheon        | Lancio del giavellotto F55/56 | Argento   | 14,22 m     |                   |
| 2015 | Mondiali paralimpici | Doha           | Lancio del disco F57          | 10ª       | 19,53 m     |                   |
| 2015 | Mondiali paralimpici | Doha           | Lancio del giavellotto F56    | 4ª        | 17,37 m     |                   |
| 2016 | Giochi paralimpici   | Rio de Janeiro | Lancio del giavellotto F56    | 4ª        | 19,83 m     |                   |
| 2017 | Mondiali paralimpici | Londra         | Lancio del giavellotto F56    | Argento   | 20,66 m     |                   |
| 2018 | Giochi para-asiatici | Giacarta       | Lancio del disco F56/57       | Oro       | 21,17 m     | Record asiatico   |
| 2018 | Giochi para-asiatici | Giacarta       | Lancio del giavellotto F55/56 | Argento   | 20,19 m     | Record dei Giochi |
| 2019 | Mondiali paralimpici | Dubai          | Lancio del giavellotto F56    | Argento   | 22,67 m     | Record asiatico   |
| 2021 | Giochi paralimpici   | Tokyo          | Lancio del giavellotto F56    | Oro       | 24,50 m     | Record mondiale   |
| 2023 | Mondiali paralimpici | Parigi         | Lancio del giavellotto F56    | Bronzo    | 22,95 m     |                   |
| 2024 | Mondiali paralimpici | Kōbe           | Lancio del giavellotto F56    | Argento   | 22,74 m     |                   |